# Lamponia
Lamponia is een geslacht van vlinders van de familie dikkopjes (Hesperiidae), uit de onderfamilie Hesperiinae.

## Soorten
- L. elegantula (Herrich-Schäffer, 1869)
- L. lamponia (Hewitson, 1876)
- L. travassosi (Hayward, 1942)